# Pedro Caravantes Enguera
Pedro Caravantes Enguera fou un compositor espanyol del segle xix.
Tot i no tenir constància de les dades més rellevants de la seva vida, es coneixen una quantitat important d'obres que pertanyen a la seva autoria. Es conserven obres seves als fons musicals SMI (Fons de la baílica de Santa Maria d'Igualada de l'ACAN) i CMar (Fons de l'església parroquial de Sant Pere i Sant Pau de Canet de Mar).

## Altres obres
Misses
- Missa de difunts
- Missa de sacrament

Oficis
- Beatus vir
- Dixit Dominus
- Leatatus sum
- Laudate Dominum
- Oficio de difuntos

Altres obres religioses en llatí
- Magnificat
- O salutaris
- Tota Pulchra

Altres obres religioses en castellà
- Cántico para las flores de mayo
- Flores a la Virgen
- Gozos a Nuestra Señora del Carmen
- Gozos a San José
- Gozos a Santa Teresa
- Santo Dios

Obres per a orgue
- Elevación
- Juego de versos fáciles para vísperas por los 8 tonos del cantollano

Música escènica
- Ondulaciones

Obres per a banda
- El ramo de oliva
- En el bosque
- Último adiós

Obres per a piano
- Adelia
- Flor del campo
- Polonesa de concierto[1]